# ZDF heute
ZDF heute is de nieuwsuitzending van de tweede publieke omroep in Duitsland, het ZDF (heute is Duits voor: vandaag). De belangrijkste uitzending wordt om 19:00 uur uitgezonden, bestaande uit het nieuws van de dag, het weerbericht en het sportnieuws.
De eerste uitzending van heute was om 1 april 1963, de dag waarop ook het ZDF als zender van start ging. Op 29 maart 1970 werd heute voor het eerst in kleur uitgezonden. Sinds 1 oktober 1973 wordt heute om 19:00 uur uitgezonden en sinds 25 juni 2007 is uitzending in breedbeeld (16:9).

## Presentatie
De presentatie van de verschillende ZDF heute-programma's is in handen van:
- Brigitte Bastgen (1990) Namiddaguitzendingen en Weekenduitzendingen
- Gundula Gause (1993) Heute Journal- Nieuwsblok en Zondaglaatuitzendingen
- Heinz Wolf (1997) Heute Journal- Nieuwsblok en Zondaglaatuitzendingen
- Petra Gerster (1998) Hoofdeditie 19.00
- Barbara Hahlweg (1998) Middaguitzendingen, Namiddaguitzendingen en Hoofdeditie 19.00
- Marietta Slomka (2001) Heute Journal
- Anja Charlet (2001) Middaguitzendingen, Weekenduitzendingen en inval Namiddaguitzendingen
- Hülya Özkan (2001) Heute in Europa
- Ralph Szepanski (2002) Middaguitzendingen, Namiddaguitzendingen, Weekenduitzendingen en inval Hoofdeditie 19.00
- Suzanna Santina (2003) Weekoverzicht, Zondagmorgenuitzendingen en inval Ochtenduitzendingen
- Steffen Seibert (2003-2010) Hoofdeditie 19.00 & Heute Journal
- Claus Kleber (2003) Heute Journal
- Yve Fehring (2005) Ochtenduitzendingen en Zondagmorgenuitzendingen
- Kay-Sölve Richter (2005) Nachtuitzendingen, Zondagmiddaguitzendingen en inval Weekoverzicht en Ochtenduitzendingen
- Normen Odenthal (2005) Nachtuitzendingen
- Ina Bergmann (2007) Middaguitzendingen en Namiddaguitzendingen
- Dunya Hayali (2007-2010) Heute Journal- Nieuwsblok, Namiddaguitzendingen en inval Middaguitzendingen
- Andreas Klinner (2007) Heute in Europa
- Mitri Sirin (2009) Ochtenduitzendingen, Zondagmorgenuitzendingen en Weekoverzicht
- Jasmin Hekmati (2009) Inval Heute in Europa
- Franziska Fischer (2009) Middaguitzendingen
- Matthias Fornoff (2010) Hoofdeditie 19.00

## Trivia
- De pieptonen aan het begin van de uitzending vormt in het Morsealfabet het woord heute (···· · ··- - ·).
- Aan het einde van juli 2009 werd een nieuwe studio gebouwd voor €30 miljoen. De studio bestaat uit een grote groene ruimte met een oppervlakte van 700 m².